# 庫爾特科維茨湖
49°13′46″N 20°00′14″E / 49.22944°N 20.00389°E

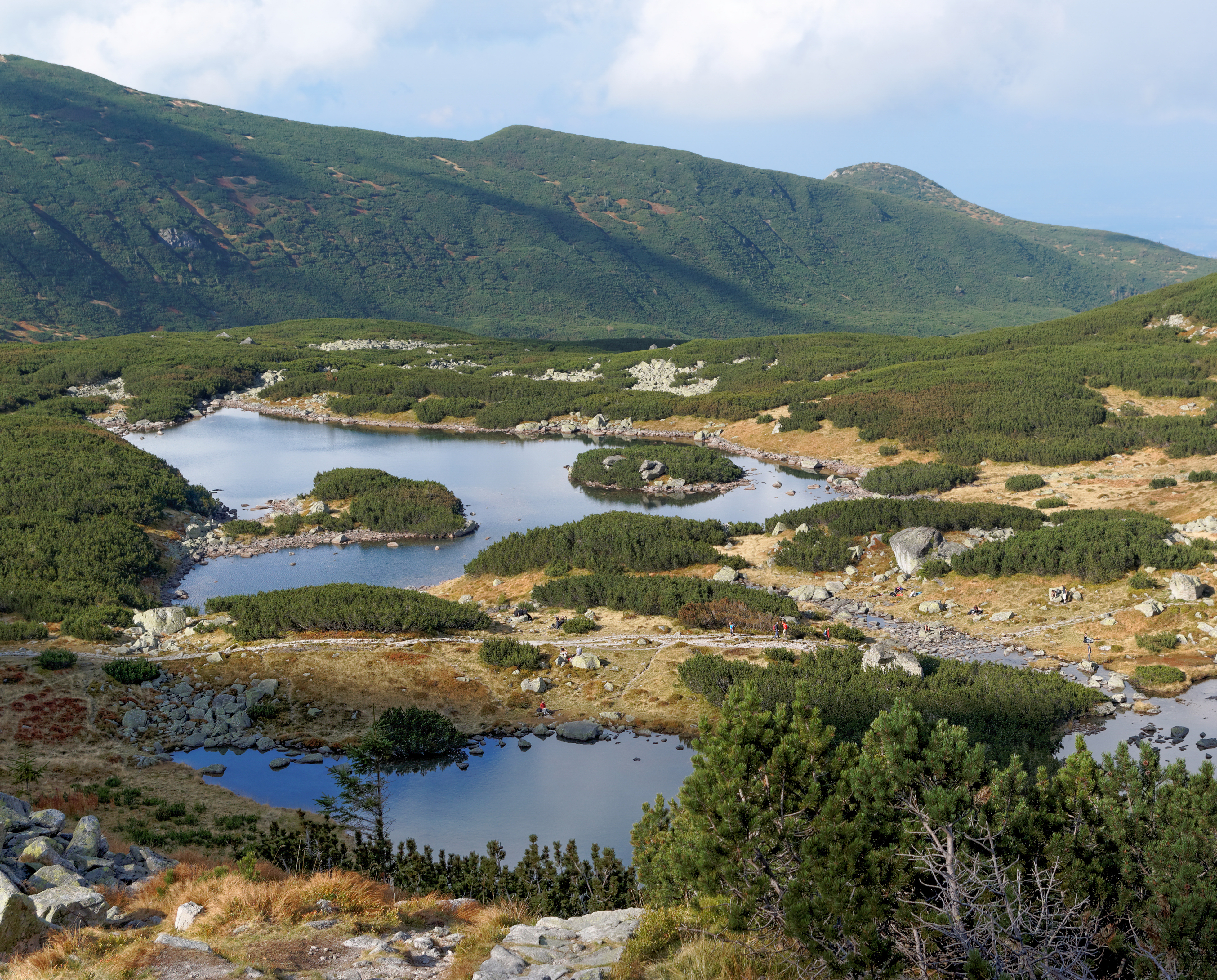

庫爾特科維茨湖是波蘭的湖泊，位於該國東南部，處於小波蘭省，長0.2公里、寬0.1公里，面積1.5平方公里，海拔高度1,686米，最大水深4.8米，蓄水量1,297萬立方米。